# Hill City (Dakota del Sur)
Hill City es una ciudad ubicada en el condado de Pennington en el estado estadounidense de Dakota del Sur. En el Censo de 2010 tenía una población de 948 habitantes y una densidad poblacional de 289,35 personas por km². Su nombre proviene de ser el centro geográfico de las Colinas Negras (Black Hills en inglés).

## Geografía
Hill City se encuentra ubicada en las coordenadas 43°55′59″N 103°34′3″O / 43.93306, -103.56750. Según la Oficina del Censo de los Estados Unidos, Hill City tiene una superficie total de 3.28 km², de la cual 3.26 km² corresponden a tierra firme y (0.55%) 0.02 km² es agua.

## Demografía
Según el censo de 2010, había 948 personas residiendo en Hill City. La densidad de población era de 289,35 hab./km². De los 948 habitantes, Hill City estaba compuesto por el 82.07% blancos, el 0.63% eran afroamericanos, el 4.01% eran amerindios, el 0.11% eran asiáticos, el 0% eran isleños del Pacífico, el 10.44% eran de otras razas y el 2.74% pertenecían a dos o más razas. Del total de la población el 18.88% eran hispanos o latinos de cualquier raza.